# 憔悴潘郎
《憔悴潘郎》（英語：Married... with Children），是美国的一部情景喜剧，由Michael G. Moye和Ron Leavitt制片，福克斯播出。它于1987年4月5日至1997年6月9日在福克斯上播出，是福克斯目前播出最久的一部情景喜剧。